# Ajdin Hrustic
Ajdin Hrustic (Melbourne, 5 de julho de 1996) é um futebolista australiano de ascendência bósnia e romena que atua como meia-atacante. Atualmente joga pela Salernitana.

## Carreira

### Groningen
Ajdin Hrustic se profissionalizou no FC Groningen em 2016.

## Seleção
Ajdin Hrustic integrou a Seleção Australiana de Futebol na Copa das Confederações de 2017.